# Yahia Fofana
Yahia Fofana (* 21. August 2000 in Paris) ist ein französisch-ivorischer Fußballtorwart, der beim SCO Angers spielt.

## Karriere

### Verein
Fofana begann seine fußballerische Karriere im Jahr 2008 bei Espérance Paris, ehe er fünf Jahre später zum Stadtrivalen Red Star Paris wechselte. Im Sommer 2015 unterschrieb er schließlich in der Jugend des Le Havre AC. Nach diversen Einsätzen für die zweite Mannschaft, stand er in der Saison 2017/18 auch schon 16 Mal im Spieltagskader der Profis, spielte jedoch noch nicht. In der Spielzeit 2018/19 stand er lediglich zweimal im Kader der zweitklassigen Profimannschaft, bekam jedoch einen Einsatz in der Coupe de France. Die verkürzte Saison 2019/20 bestritt er komplett als zweiter Torhüter, wobei er am Ende einmal in der Coupe de la Ligue zwischen den Pfosten stand. Ende Januar 2021 kam er zu seinem ersten Profispiel, als er nach einer roten Karte für den Stammtorhüter Mathieu Gorgelin spät in der ersten Hälfte ins Spiel kam. Dabei hielt er bei einem 0:0-Unentschieden gegen Chamois Niort sein Tor sauber und ließ kein Gegentor zu. Insgesamt beendete er die Saison 2020/21 mit drei Ligaspielen und einem Pokalspiel. In der Spielzeit 2021/22 wuchs Fofana zum Stammtorhüter heran und bekam in seinen 35 Ligaeinsätzen auch nur 35 Gegentore, wobei er in 14 Spielen kein einziges Tor kassierte.
Daraufhin wechselte er im Sommer 2022 in die Ligue 1 zum SCO Angers. In der höchsten französischen Spielklasse debütierte er am siebten Spieltag bei einem 2:1-Sieg über den HSC Montpellier.

### Nationalmannschaft
Fofana durchlief mehrere Juniorennationalmannschaften des französischen Fußballverbands. Mit dem U17-Nationalteam spielte er im Jahr 2017 sowohl die U17-EM als auch die U17-WM. Bei der EM wurde er mit seinem Land Fünfter und bei der WM schied man im Achtelfinale aus. Zwei Jahre später stand er auch im Kader der U19-EM, kam aber bis zum Ausscheiden im Halbfinale nicht zum Einsatz. Im September 2022 kam er schließlich zu einem Einsatz für die U21-Mannschaft.
Später wechselte er zum ivorischen Fußballverband und debütierte schließlich im September 2023 in der A-Nationalmannschaft der Elfenbeinküste bei einem Länderspiel gegen Lesotho. In der Folge konnte er sich als Stammtorhüter durchsetzen und nahm mit der Mannschaft am Afrika-Cup 2024 teil, den die Elfenbeinküste gewinnen konnte.

## Erfolge
- Afrika-Cup-Sieger: 2024